# Equinis
Els equinis (Equini) són una biologia de mamífers perissodàctils de la família dels èquids i la subfamília dels equins. Conté un únic gènere vivent, Equus, que agrupa els cavalls, les zebres, els ases i afins, juntament amb un grapat de gèneres extints. Els equinis evolucionaren a les Amèriques durant el Miocè inferior, fa aproximadament 20 milions d'anys. Es diferencien dels altres equins pel fet de tenir el protocon connectat al protolof a les dents molars. Se subdivideix en dues subtribus, Protohippina i Pliohippina, la segona de les quals és la que inclou Equus.